# São Bento Futebol Clube
O São Bento Futebol Clube ou São Bento é um clube de futebol brasileiro, sediado na cidade de São Bento do Sul (Santa Catarina). Atualmente se encontra desativado.
Foi fundado em 8 de abril de 2003, quando disputou o campeonato catarinense da segunda divisão e obteve o terceiro lugar, e após mais duas temporadas, o clube pediu licença junto à Federação Catarinense de Futebol.. 

## História
A equipe foi fundada em abril de 2003 por Itamar Schülle, sua esposa e um amigo. O clube teve Itamar como o seu primeiro treinador e com ele disputou naquele ano a maior parte dos jogos da Segunda Divisão do Campeonato Catarinense. Como toda a estrutura do time ainda estava em formação, Itamar também auxiliava em outras funções, como correr atrás de patrocínio e alimentação para os jogadores, também ajudando na construção das arquibancadas na sede da Sociedade Guarani, onde o São Bento mandava os seus jogos.
Apesar das limitações, a equipe ficou em terceiro lugar. Em sua primeira partida oficial, o São Bento goleou o Esporte Clube Operário de Mafra por 6 a 1. As partidas chegaram a mobilizar boa parte da cidade e na final do Primeiro Turno registrou-se 2.882 pessoas assistindo o jogo no Guarani. O resultado, no entanto, não foi favorável para o São Bento que perdeu na prorrogação para a equipe do União Timbó, com quem até se criou uma certa rivalidade.
Os craques do time eram o artilheiro Sabiá e o armador Donizete. Apesar das muitas mudanças de jogadores ao longo do campeonato, pode-se esboçar a seguinte equipe como a base do São Bento em 2003: Marola (Fábio André); Anderson, Ademir, China e Gustavo; Herton, Fábio Lopes, Giovani Fleck (Marcelinho) e Donizete; Marcelo Soares e Sabiá. Também havia no grupo jogadores de São Bento, como o volante Coelho e o atacante Djoni. Itamar, no entanto, acabou saindo da equipe antes do término da competição.
A partir de 2004, o São Bento não repetiu as boas atuações  e em 2005, o clube foi rebaixado.

## Estatísticas

### Participações
|  | Participações em 2024 |

| Competição     | Competição | Temporadas | Melhor campanha    | Estreia | Última | P | R |
| Santa Catarina | Série B    | 3          | 3º colocado (2003) | 2003    | 2005   | – |   |